# Batus
Batus is een kevergeslacht uit de familie van de boktorren (Cerambycidae). De wetenschappelijke naam van het geslacht werd voor het eerst geldig gepubliceerd in 1822 door Thunberg.

## Soorten
Batus omvat de volgende soorten:
- Batus barbicornis (Linnaeus, 1764)
- Batus hirticornis (Gyllenhal, 1817)
- Batus latreillei (White, 1853)